# Đường tỉnh 103
Đường tỉnh 103 hay tỉnh lộ 103, viết tắt ĐT.103 hay TL.103 là đường tỉnh ở huyện Yên Châu, tỉnh Sơn La.

## Lộ trình
Đường tỉnh 103 (Chiềng Sàng – Yên Sơn – Nà Cài) bắt đầu từ Km 248+350, Quốc lộ 6, xã Chiềng Sàng, huyện Yên Châu đến bản Nà Cài, xã Chiềng On, huyện Yên Châu (Mốc E4) dài 32 km.

### Quốc lộ 6C
UBND tỉnh Sơn La mới có đề xuất Bộ Giao thông vận tải, Tổng cục Đường bộ Việt Nam về việc chuyển Đường tỉnh 103 (Tà Làng - Cò Nòi) xuất phát từ Km 214+350, Quốc lộ 6 (xã Tà Làng, huyện Yên Châu); điểm cuối thuộc Km 266+790, Quốc lộ 6 (thị tứ Cò Nòi, huyện Mai Sơn) có tổng chiều dài 73 km đã đầu tư đạt tiêu chuẩn đường cấp IV – cấp V miền núi, mặt đường đá dăm láng nhựa, công trình trên tuyến xây dựng hoàn chỉnh và đưa vào khai thác sử dụng trong giai đoạn 2001 – 2008.
Đường tỉnh 103: Giảm tuyến Tà Làng – Cò Nòi dài 57 km và tuyến Kim Chung – Lao Khô dài 13,3 km do chuyển thành Quốc lộ 6C và giảm đoạn cuối tuyến Tà Làng – Cò Nòi dài 3 km để chuyển thành đường huyện.
Điều chỉnh hướng tuyến Đường tỉnh 103 trên cơ sở gộp hai tuyến Yên Sơn (Km 44+550, ĐT.103) – Nà Cài (Mốc E4) dài 24 km và tuyến Yên Sơn (Km 45+80, ĐT.103) – Chiềng Sàng (Km 248+350, Quốc lộ 6) dài 8 km thành tuyến ĐT.103 (Quốc lộ 6 (Chiềng Sàng – Chờ Lồng (Yên Sơn) – Nà Cài) dài 32 km.